# (500021) 2011 QZ86
(500021) 2011 QZ86 es un asteroide perteneciente al cinturón de asteroides, descubierto el 10 de junio de 2011 por el equipo del Mount Lemmon Survey desde el Observatorio del Monte Lemmon, Arizona, Estados Unidos.

## Designación y nombre
Designado provisionalmente como 2011 QZ86.

## Características orbitales
2011 QZ86 está situado a una distancia media del Sol de 3,174 ua, pudiendo alejarse hasta 3,419 ua y acercarse hasta 2,928 ua. Su excentricidad es 0,077 y la inclinación orbital 8,896 grados. Emplea 2065,52 días en completar una órbita alrededor del Sol.
El próximo acercamiento a la órbita de Júpiter se producirá el 17 de octubre de 2142.

## Características físicas
La magnitud absoluta de 2011 QZ86 es 16.